# Fonzie (groupe)
Pour les articles homonymes, voir Fonzie.
Fonzie est un groupe de skate punk portugais, originaire de Lisbonne. Formé en 1996, Fonzie travaillera, durant son existence, avec des groupes célèbres tels que Nickelback, Soulfly, Slipknot, Blink 182, Deftones, Green Day. Leur succès s'étend aux États-Unis, Mexique, Hong Kong, Belgique, Espagne, Suède, Argentine, République tchèque entre autres.

## Biographie

### Débuts (1996-2003)
En 1996, Hugo Maia, João Marques, et David Marques décident de former un groupe appelé Fonzie. En 1997, leur première cassette promotionnelle, Bring Me Up, qui comprend quatre chansons, est publiée. Leur premier EP de 10 chansons, intitulé The Melo Pot, est publié en 1998 en édition limitée ; cette même année, il se vend complètement. 
Leur premier album studio, Built to Rock, est enregistré en 2001 en Suède avec le producteur Pelle Saether (The Hives, Millencolin, No Fun At All).
La même année, Fonzie remporte un concours international organisé par Millencolin. En 2002, Built to Rock est publié au label nord-américain Jumpstart Records, puis suit d'un contrat avec le label portugais Movieplay, le label japonais ULF Records, le label sud-américain Sound Records, PunkNation Records en Belgique, et Godschild Records à Hong Kong. Ils tournent aux États-Unis, en Europe, en Asie, et en Amérique du Sud, passant sur des chaines comme MTV, MCM, et Fuse.
En 2003, Fonzie est nommé meilleur groupe portugais aux MTV Europe Music Awards.

### Wake Up Call(2004-2005)
En 2003, leur deuxième album, Wake Up Call, est publié. Il est une nouvelle fois enregistré avec Pelle Saether, et fait participer Nicola Sarcevic de Millencolin, Mats Olson, Agneta Olund, Jeremy Miers, et DJ Alex (Tokyo). Le clip du premier single de l'album, Gotta Get Away, est filmé à Hollywood, et réalisé par Darren Doane (Deftones, Blink 182, Jimmy Eat World, etc.). Sur place à Los Angeles, Fonzie effectue quelques séances photo avec Joanne Smetts (Morning View, Incubus). Le label Megaforce Records est sélectionné pour la distribution en Amérique des albums de Fonzie. En 2004 et 2005, ils tournent à nouveau à l'international, et pour la première fois en Australie.

### Shout It Out(2006-2008)
Les années entre 2006 et 2008 marquent les dix ans de Fonzie, qui s'accompagnent d'un nouvel album, Shout It Out. Après la sortie de Shout It Out, Fonzie joue de nouveau à l'international, et est encore nommé meilleur groupe portugais aux MTV Europe Music Awards en 2007.

### Nouveaux albums (2009–2013)
Le bassiste Carlos Teixeira forme un projet parallèle punk rock en 2003 appelé Angry Odd Kids (aka A.O.K) où il joue de la guitare. Plus tard, Fonzie revient en studio pour enregistrer un nouvel album. En janvier 2009, le premier single A Tua Imagem est publié sur YouTube. En 2010, ils publient l'album Caminho,. Après leur tournée, Carlos Teixeira quitte le groupe pour former Avenida Zero, et est remplacé par le bassiste JB. 
En avril 2013, ils publient le clip de leur single Renascer sur YouTube anticipant l'arrivée d'un nouvel album. Cependant, le groupe ne laisse plus rien transparaitre, et devient inactif à partir de cette année.

## Membres

### Membres actuels
- Hugo Maia - chant, guitare
- David Marques - guitare
- João Marques - batterie
- JB - basse, chœurs (depuis 2013)

### Anciens membres
- Jorge Gregos - basse
- Miguel Marques - basse
- Carlos Teixeira - basse, chœurs

## Discographie
- 1998 : Melo Pot
- 2001 : Built To Rock
- 2003 : Wake Up Call
- 2007 : Shout It Out
- 2010 : Caminho